# Kazuya Igarashi
Kazuya Igarashi (五十嵐 和也, Igarashi Kazuya) est un footballeur japonais né le 24 octobre 1965 dans la préfecture d'Iwate au Japon.